# نداء الليل
نداء الليل (بالإنجليزية: Call of the Night)‏ هي سلسلة مانغا يابانية تنشر في مجلة شونن سندي الأسبوعية منذ أغسطس 2019 ومن المقرر تحويلها لمسلسل أنمي من إنتاج ليدين فيلمز سيعرض في يوليو 2022.